# رولاند كون
رولاند كون هو طبيب نفسي سويسري، ولد في 4 مارس 1912 في بيال/بيان في سويسرا، وتوفي في 10 أكتوبر 2005 في Scherzingen ‏ في سويسرا.

## وصلات خارجية
- رولاند كون على موقع الموسوعة البريطانية (الإنجليزية)